# 1585
Portal Geschichte | Portal Biografien | Aktuelle Ereignisse | Jahreskalender | Tagesartikel

◄ |
15. Jahrhundert |
16. Jahrhundert
| 17. Jahrhundert | ►

◄ |
1550er |
1560er |
1570er |
1580er
| 1590er | 1600er | 1610er | ►

◄◄ |
◄ |
1581 |
1582 |
1583 |
1584 |
1585
| 1586 | 1587 | 1588 | 1589 | ► | ►►
Staatsoberhäupter  · Nekrolog   · Musikjahr
| Januar | Januar | Januar | Januar | Januar | Januar | Januar | Januar |
| Kw     | Mo     | Di     | Mi     | Do     | Fr     | Sa     | So     |
| 1      |        | 1      | 2      | 3      | 4      | 5      | 6      |
| 2      | 7      | 8      | 9      | 10     | 11     | 12     | 13     |
| 3      | 14     | 15     | 16     | 17     | 18     | 19     | 20     |
| 4      | 21     | 22     | 23     | 24     | 25     | 26     | 27     |
| 5      | 28     | 29     | 30     | 31     |        |        |        |
| ------ | ------ | ------ | ------ | ------ | ------ | ------ | ------ |

| Februar | Februar | Februar | Februar | Februar | Februar | Februar | Februar |
| Kw      | Mo      | Di      | Mi      | Do      | Fr      | Sa      | So      |
| 5       |         |         |         |         | 1       | 2       | 3       |
| 6       | 4       | 5       | 6       | 7       | 8       | 9       | 10      |
| 7       | 11      | 12      | 13      | 14      | 15      | 16      | 17      |
| 8       | 18      | 19      | 20      | 21      | 22      | 23      | 24      |
| 9       | 25      | 26      | 27      | 28      |         |         |         |
| ------- | ------- | ------- | ------- | ------- | ------- | ------- | ------- |

| März | März | März | März | März | März | März | März |
| Kw   | Mo   | Di   | Mi   | Do   | Fr   | Sa   | So   |
| 9    |      |      |      |      | 1    | 2    | 3    |
| 10   | 4    | 5    | 6    | 7    | 8    | 9    | 10   |
| 11   | 11   | 12   | 13   | 14   | 15   | 16   | 17   |
| 12   | 18   | 19   | 20   | 21   | 22   | 23   | 24   |
| 13   | 25   | 26   | 27   | 28   | 29   | 30   | 31   |
| ---- | ---- | ---- | ---- | ---- | ---- | ---- | ---- |

| April | April | April | April | April | April | April | April |
| Kw    | Mo    | Di    | Mi    | Do    | Fr    | Sa    | So    |
| 14    | 1     | 2     | 3     | 4     | 5     | 6     | 7     |
| 15    | 8     | 9     | 10    | 11    | 12    | 13    | 14    |
| 16    | 15    | 16    | 17    | 18    | 19    | 20    | 21    |
| 17    | 22    | 23    | 24    | 25    | 26    | 27    | 28    |
| 18    | 29    | 30    |       |       |       |       |       |
| ----- | ----- | ----- | ----- | ----- | ----- | ----- | ----- |

| Mai | Mai | Mai | Mai | Mai | Mai | Mai | Mai |
| Kw  | Mo  | Di  | Mi  | Do  | Fr  | Sa  | So  |
| 18  |     |     | 1   | 2   | 3   | 4   | 5   |
| 19  | 6   | 7   | 8   | 9   | 10  | 11  | 12  |
| 20  | 13  | 14  | 15  | 16  | 17  | 18  | 19  |
| 21  | 20  | 21  | 22  | 23  | 24  | 25  | 26  |
| 22  | 27  | 28  | 29  | 30  | 31  |     |     |
| --- | --- | --- | --- | --- | --- | --- | --- |

| Juni | Juni | Juni | Juni | Juni | Juni | Juni | Juni |
| Kw   | Mo   | Di   | Mi   | Do   | Fr   | Sa   | So   |
| 22   |      |      |      |      |      | 1    | 2    |
| 23   | 3    | 4    | 5    | 6    | 7    | 8    | 9    |
| 24   | 10   | 11   | 12   | 13   | 14   | 15   | 16   |
| 25   | 17   | 18   | 19   | 20   | 21   | 22   | 23   |
| 26   | 24   | 25   | 26   | 27   | 28   | 29   | 30   |
| ---- | ---- | ---- | ---- | ---- | ---- | ---- | ---- |

| Juli | Juli | Juli | Juli | Juli | Juli | Juli | Juli |
| Kw   | Mo   | Di   | Mi   | Do   | Fr   | Sa   | So   |
| 27   | 1    | 2    | 3    | 4    | 5    | 6    | 7    |
| 28   | 8    | 9    | 10   | 11   | 12   | 13   | 14   |
| 29   | 15   | 16   | 17   | 18   | 19   | 20   | 21   |
| 30   | 22   | 23   | 24   | 25   | 26   | 27   | 28   |
| 31   | 29   | 30   | 31   |      |      |      |      |
| ---- | ---- | ---- | ---- | ---- | ---- | ---- | ---- |

| August | August | August | August | August | August | August | August |
| Kw     | Mo     | Di     | Mi     | Do     | Fr     | Sa     | So     |
| 31     |        |        |        | 1      | 2      | 3      | 4      |
| 32     | 5      | 6      | 7      | 8      | 9      | 10     | 11     |
| 33     | 12     | 13     | 14     | 15     | 16     | 17     | 18     |
| 34     | 19     | 20     | 21     | 22     | 23     | 24     | 25     |
| 35     | 26     | 27     | 28     | 29     | 30     | 31     |        |
| ------ | ------ | ------ | ------ | ------ | ------ | ------ | ------ |

| September | September | September | September | September | September | September | September |
| Kw        | Mo        | Di        | Mi        | Do        | Fr        | Sa        | So        |
| 35        |           |           |           |           |           |           | 1         |
| 36        | 2         | 3         | 4         | 5         | 6         | 7         | 8         |
| 37        | 9         | 10        | 11        | 12        | 13        | 14        | 15        |
| 38        | 16        | 17        | 18        | 19        | 20        | 21        | 22        |
| 39        | 23        | 24        | 25        | 26        | 27        | 28        | 29        |
| 40        | 30        |           |           |           |           |           |           |
| --------- | --------- | --------- | --------- | --------- | --------- | --------- | --------- |

| Oktober | Oktober | Oktober | Oktober | Oktober | Oktober | Oktober | Oktober |
| Kw      | Mo      | Di      | Mi      | Do      | Fr      | Sa      | So      |
| 40      |         | 1       | 2       | 3       | 4       | 5       | 6       |
| 41      | 7       | 8       | 9       | 10      | 11      | 12      | 13      |
| 42      | 14      | 15      | 16      | 17      | 18      | 19      | 20      |
| 43      | 21      | 22      | 23      | 24      | 25      | 26      | 27      |
| 44      | 28      | 29      | 30      | 31      |         |         |         |
| ------- | ------- | ------- | ------- | ------- | ------- | ------- | ------- |

| November | November | November | November | November | November | November | November |
| Kw       | Mo       | Di       | Mi       | Do       | Fr       | Sa       | So       |
| 44       |          |          |          |          | 1        | 2        | 3        |
| 45       | 4        | 5        | 6        | 7        | 8        | 9        | 10       |
| 46       | 11       | 12       | 13       | 14       | 15       | 16       | 17       |
| 47       | 18       | 19       | 20       | 21       | 22       | 23       | 24       |
| 48       | 25       | 26       | 27       | 28       | 29       | 30       |          |
| -------- | -------- | -------- | -------- | -------- | -------- | -------- | -------- |

| Dezember | Dezember | Dezember | Dezember | Dezember | Dezember | Dezember | Dezember |
| Kw       | Mo       | Di       | Mi       | Do       | Fr       | Sa       | So       |
| 48       |          |          |          |          |          |          | 1        |
| 49       | 2        | 3        | 4        | 5        | 6        | 7        | 8        |
| 50       | 9        | 10       | 11       | 12       | 13       | 14       | 15       |
| 51       | 16       | 17       | 18       | 19       | 20       | 21       | 22       |
| 52       | 23       | 24       | 25       | 26       | 27       | 28       | 29       |
| 1        | 30       | 31       |          |          |          |          |          |
| -------- | -------- | -------- | -------- | -------- | -------- | -------- | -------- |

| Januar | Januar | Januar | Januar | Januar | Januar | Januar | Januar |
| Kw     | Mo     | Di     | Mi     | Do     | Fr     | Sa     | So     |
| 1      |        | 1      | 2      | 3      | 4      | 5      | 6      |
| 2      | 7      | 8      | 9      | 10     | 11     | 12     | 13     |
| 3      | 14     | 15     | 16     | 17     | 18     | 19     | 20     |
| 4      | 21     | 22     | 23     | 24     | 25     | 26     | 27     |
| 5      | 28     | 29     | 30     | 31     |        |        |        |
| ------ | ------ | ------ | ------ | ------ | ------ | ------ | ------ |

| Februar | Februar | Februar | Februar | Februar | Februar | Februar | Februar |
| Kw      | Mo      | Di      | Mi      | Do      | Fr      | Sa      | So      |
| 5       |         |         |         |         | 1       | 2       | 3       |
| 6       | 4       | 5       | 6       | 7       | 8       | 9       | 10      |
| 7       | 11      | 12      | 13      | 14      | 15      | 16      | 17      |
| 8       | 18      | 19      | 20      | 21      | 22      | 23      | 24      |
| 9       | 25      | 26      | 27      | 28      |         |         |         |
| ------- | ------- | ------- | ------- | ------- | ------- | ------- | ------- |

| März | März | März | März | März | März | März | März |
| Kw   | Mo   | Di   | Mi   | Do   | Fr   | Sa   | So   |
| 9    |      |      |      |      | 1    | 2    | 3    |
| 10   | 4    | 5    | 6    | 7    | 8    | 9    | 10   |
| 11   | 11   | 12   | 13   | 14   | 15   | 16   | 17   |
| 12   | 18   | 19   | 20   | 21   | 22   | 23   | 24   |
| 13   | 25   | 26   | 27   | 28   | 29   | 30   | 31   |
| ---- | ---- | ---- | ---- | ---- | ---- | ---- | ---- |

| April | April | April | April | April | April | April | April |
| Kw    | Mo    | Di    | Mi    | Do    | Fr    | Sa    | So    |
| 14    | 1     | 2     | 3     | 4     | 5     | 6     | 7     |
| 15    | 8     | 9     | 10    | 11    | 12    | 13    | 14    |
| 16    | 15    | 16    | 17    | 18    | 19    | 20    | 21    |
| 17    | 22    | 23    | 24    | 25    | 26    | 27    | 28    |
| 18    | 29    | 30    |       |       |       |       |       |
| ----- | ----- | ----- | ----- | ----- | ----- | ----- | ----- |

| Mai | Mai | Mai | Mai | Mai | Mai | Mai | Mai |
| Kw  | Mo  | Di  | Mi  | Do  | Fr  | Sa  | So  |
| 18  |     |     | 1   | 2   | 3   | 4   | 5   |
| 19  | 6   | 7   | 8   | 9   | 10  | 11  | 12  |
| 20  | 13  | 14  | 15  | 16  | 17  | 18  | 19  |
| 21  | 20  | 21  | 22  | 23  | 24  | 25  | 26  |
| 22  | 27  | 28  | 29  | 30  | 31  |     |     |
| --- | --- | --- | --- | --- | --- | --- | --- |

| Juni | Juni | Juni | Juni | Juni | Juni | Juni | Juni |
| Kw   | Mo   | Di   | Mi   | Do   | Fr   | Sa   | So   |
| 22   |      |      |      |      |      | 1    | 2    |
| 23   | 3    | 4    | 5    | 6    | 7    | 8    | 9    |
| 24   | 10   | 11   | 12   | 13   | 14   | 15   | 16   |
| 25   | 17   | 18   | 19   | 20   | 21   | 22   | 23   |
| 26   | 24   | 25   | 26   | 27   | 28   | 29   | 30   |
| ---- | ---- | ---- | ---- | ---- | ---- | ---- | ---- |

| Juli | Juli | Juli | Juli | Juli | Juli | Juli | Juli |
| Kw   | Mo   | Di   | Mi   | Do   | Fr   | Sa   | So   |
| 27   | 1    | 2    | 3    | 4    | 5    | 6    | 7    |
| 28   | 8    | 9    | 10   | 11   | 12   | 13   | 14   |
| 29   | 15   | 16   | 17   | 18   | 19   | 20   | 21   |
| 30   | 22   | 23   | 24   | 25   | 26   | 27   | 28   |
| 31   | 29   | 30   | 31   |      |      |      |      |
| ---- | ---- | ---- | ---- | ---- | ---- | ---- | ---- |

| August | August | August | August | August | August | August | August |
| Kw     | Mo     | Di     | Mi     | Do     | Fr     | Sa     | So     |
| 31     |        |        |        | 1      | 2      | 3      | 4      |
| 32     | 5      | 6      | 7      | 8      | 9      | 10     | 11     |
| 33     | 12     | 13     | 14     | 15     | 16     | 17     | 18     |
| 34     | 19     | 20     | 21     | 22     | 23     | 24     | 25     |
| 35     | 26     | 27     | 28     | 29     | 30     | 31     |        |
| ------ | ------ | ------ | ------ | ------ | ------ | ------ | ------ |

| September | September | September | September | September | September | September | September |
| Kw        | Mo        | Di        | Mi        | Do        | Fr        | Sa        | So        |
| 35        |           |           |           |           |           |           | 1         |
| 36        | 2         | 3         | 4         | 5         | 6         | 7         | 8         |
| 37        | 9         | 10        | 11        | 12        | 13        | 14        | 15        |
| 38        | 16        | 17        | 18        | 19        | 20        | 21        | 22        |
| 39        | 23        | 24        | 25        | 26        | 27        | 28        | 29        |
| 40        | 30        |           |           |           |           |           |           |
| --------- | --------- | --------- | --------- | --------- | --------- | --------- | --------- |

| Oktober | Oktober | Oktober | Oktober | Oktober | Oktober | Oktober | Oktober |
| Kw      | Mo      | Di      | Mi      | Do      | Fr      | Sa      | So      |
| 40      |         | 1       | 2       | 3       | 4       | 5       | 6       |
| 41      | 7       | 8       | 9       | 10      | 11      | 12      | 13      |
| 42      | 14      | 15      | 16      | 17      | 18      | 19      | 20      |
| 43      | 21      | 22      | 23      | 24      | 25      | 26      | 27      |
| 44      | 28      | 29      | 30      | 31      |         |         |         |
| ------- | ------- | ------- | ------- | ------- | ------- | ------- | ------- |

| November | November | November | November | November | November | November | November |
| Kw       | Mo       | Di       | Mi       | Do       | Fr       | Sa       | So       |
| 44       |          |          |          |          | 1        | 2        | 3        |
| 45       | 4        | 5        | 6        | 7        | 8        | 9        | 10       |
| 46       | 11       | 12       | 13       | 14       | 15       | 16       | 17       |
| 47       | 18       | 19       | 20       | 21       | 22       | 23       | 24       |
| 48       | 25       | 26       | 27       | 28       | 29       | 30       |          |
| -------- | -------- | -------- | -------- | -------- | -------- | -------- | -------- |

| Dezember | Dezember | Dezember | Dezember | Dezember | Dezember | Dezember | Dezember |
| Kw       | Mo       | Di       | Mi       | Do       | Fr       | Sa       | So       |
| 48       |          |          |          |          |          |          | 1        |
| 49       | 2        | 3        | 4        | 5        | 6        | 7        | 8        |
| 50       | 9        | 10       | 11       | 12       | 13       | 14       | 15       |
| 51       | 16       | 17       | 18       | 19       | 20       | 21       | 22       |
| 52       | 23       | 24       | 25       | 26       | 27       | 28       | 29       |
| 1        | 30       | 31       |          |          |          |          |          |
| -------- | -------- | -------- | -------- | -------- | -------- | -------- | -------- |

## Ereignisse

### Politik und Weltgeschehen

#### Achtzigjähriger Krieg

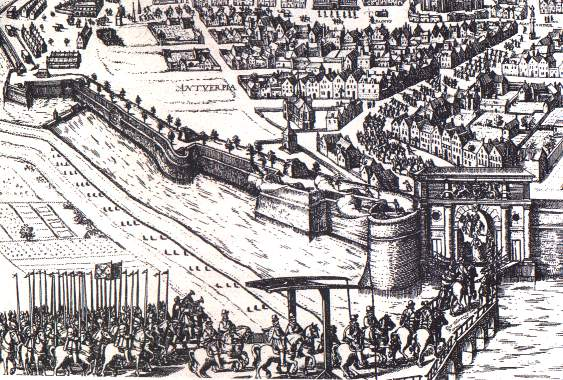
Einzug der spanischen Truppen in Antwerpen

- 4. April: Eine bei der Belagerung von Antwerpen von den Spaniern unter Alessandro Farnese über die Schelde geschlagene Schiffbrücke wird  durch Sprengschiffe des Italieners Federigo Giambelli teilweise zerstört. Da man in Antwerpen den Erfolg dieser Aktion nicht gleich bemerkt, können die Spanier die Brücke jedoch wiederherstellen. Am 17. August muss Antwerpen sich den Spaniern ergeben. Der Vertrag von Nonsuch vom 10. August, in dem Königin Elisabeth I. von England der Stadt Unterstützung zusagt, kommt zu spät.

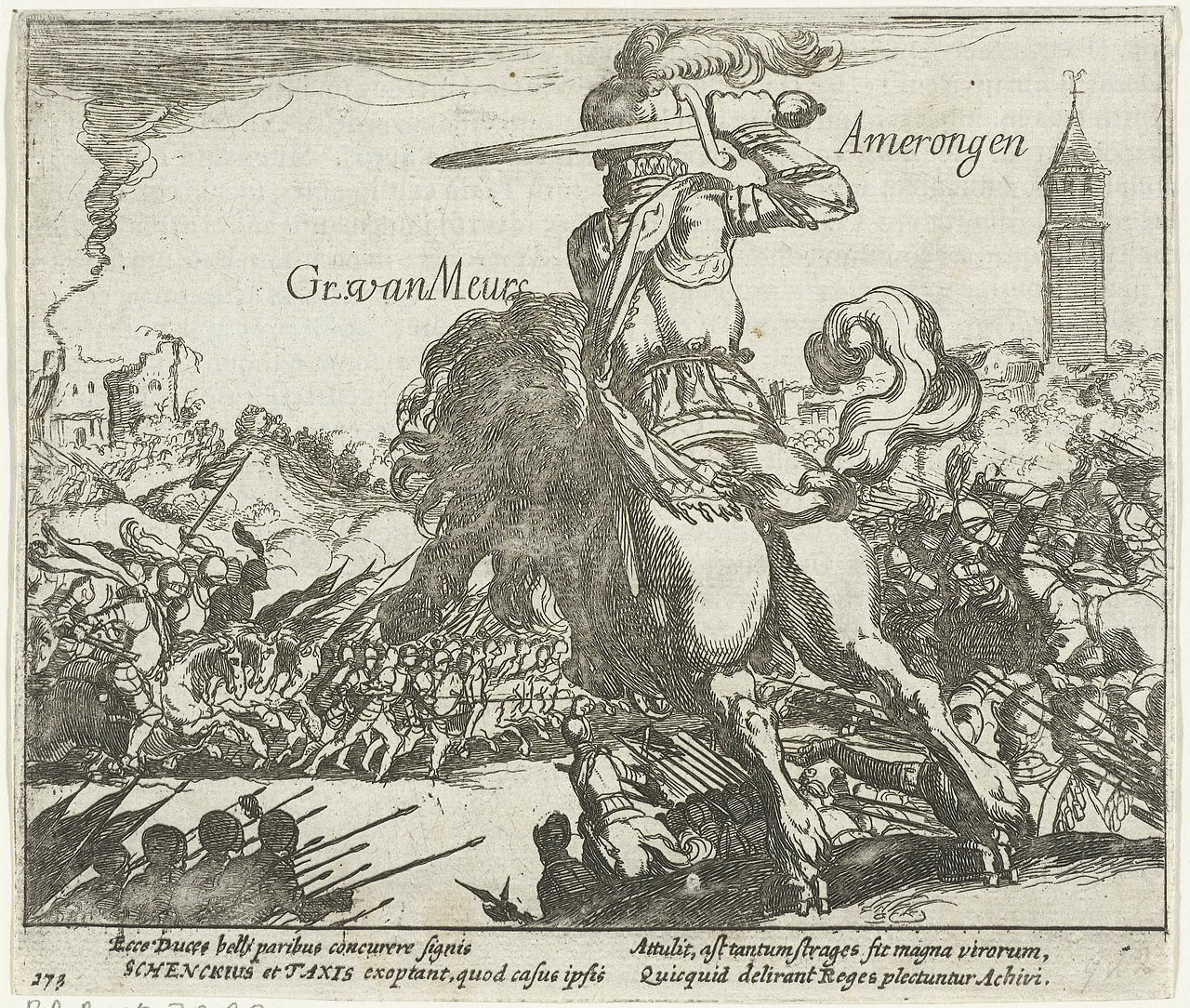
Zeitgenössische Darstellung der Schlacht bei Amerongen

- 23. Juni: Es kommt zur Schlacht bei Amerongen in der Provinz Utrecht. Graf Adolf von Neuenahr scheitert mit seiner aus Niederländern und deutschen Söldnern bestehenden Truppe beim Versuch, das Marodieren spanischer Einheiten zu stoppen.

#### Hugenottenkriege in Frankreich
- 7. Juli: König Heinrich III. von Frankreich hebt alle Freiheiten der Hugenotten im Vertrag von Nemours mit der 1576 gegründeten katholischen Liga auf.
- Der achte Hugenottenkrieg zwischen der katholischen Liga und den Hugenotten beginnt.

#### Republik Venedig

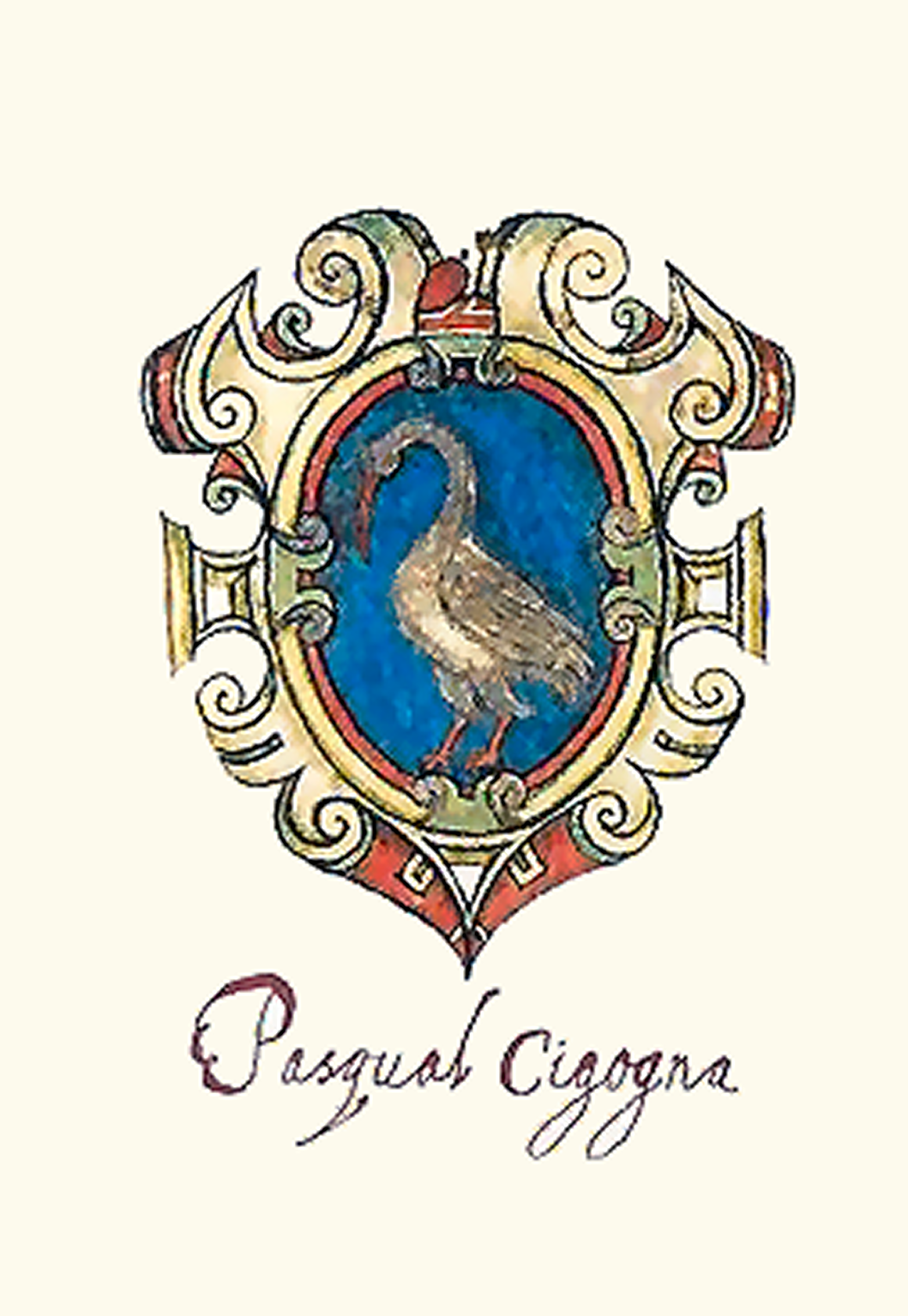
Wappen Pasquale Cicognas

- 30. Juli: Nicolò da Ponte stirbt. Pasquale Cicogna wird zu seinem Nachfolger als Doge der Republik Venedig gewählt. Während der Prozession zu seiner Krönung lässt er nur Silbermünzen statt der gewohnten Gold-Dukaten unter das Volk streuen, was ein klarer Bruch der Tradition ist.

#### Heiliges Römisches Reich

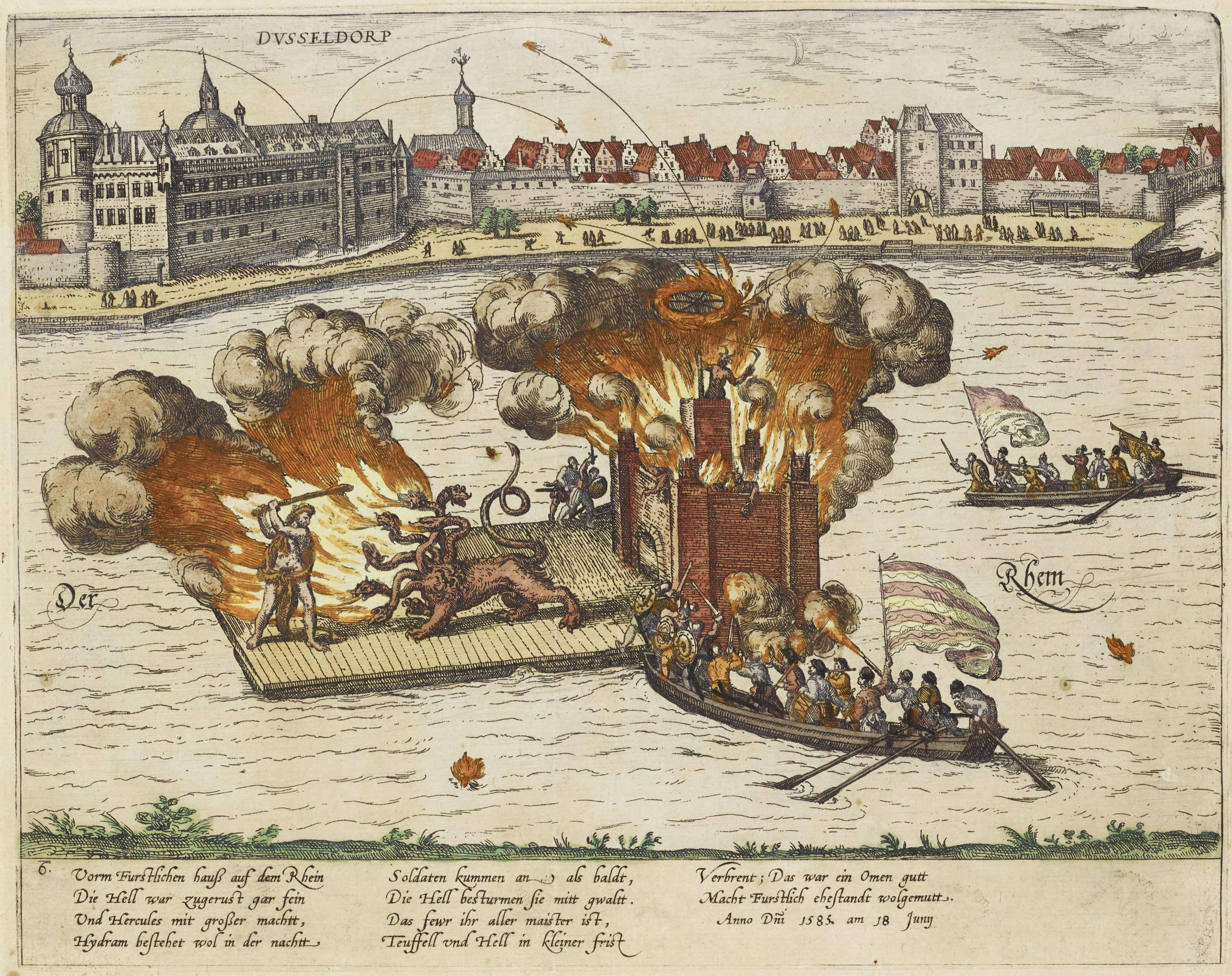
Spektakel auf dem Rhein zur Feier der Hochzeit Jakobes

- 16. Juni: Jakobe von Baden-Baden heiratet den Thronfolger Johann Wilhelm von Jülich-Kleve-Berg.
- Im Badener Vertrag werden das staatliche Verhältnis sowie die territorialen und konfessionellen Hoheiten zwischen Basel und dem Hochstift Basel geregelt. Der Vertrag ist ein großer Erfolg für die schweizerische Gegenreformation.
- Der Truchsessische Krieg wird fortgesetzt.
- Nach dem Tod des letzten Grafen Friedrich II. fällt die Grafschaft Diepholz an die Welfen.

#### England/Spanien/Karibik

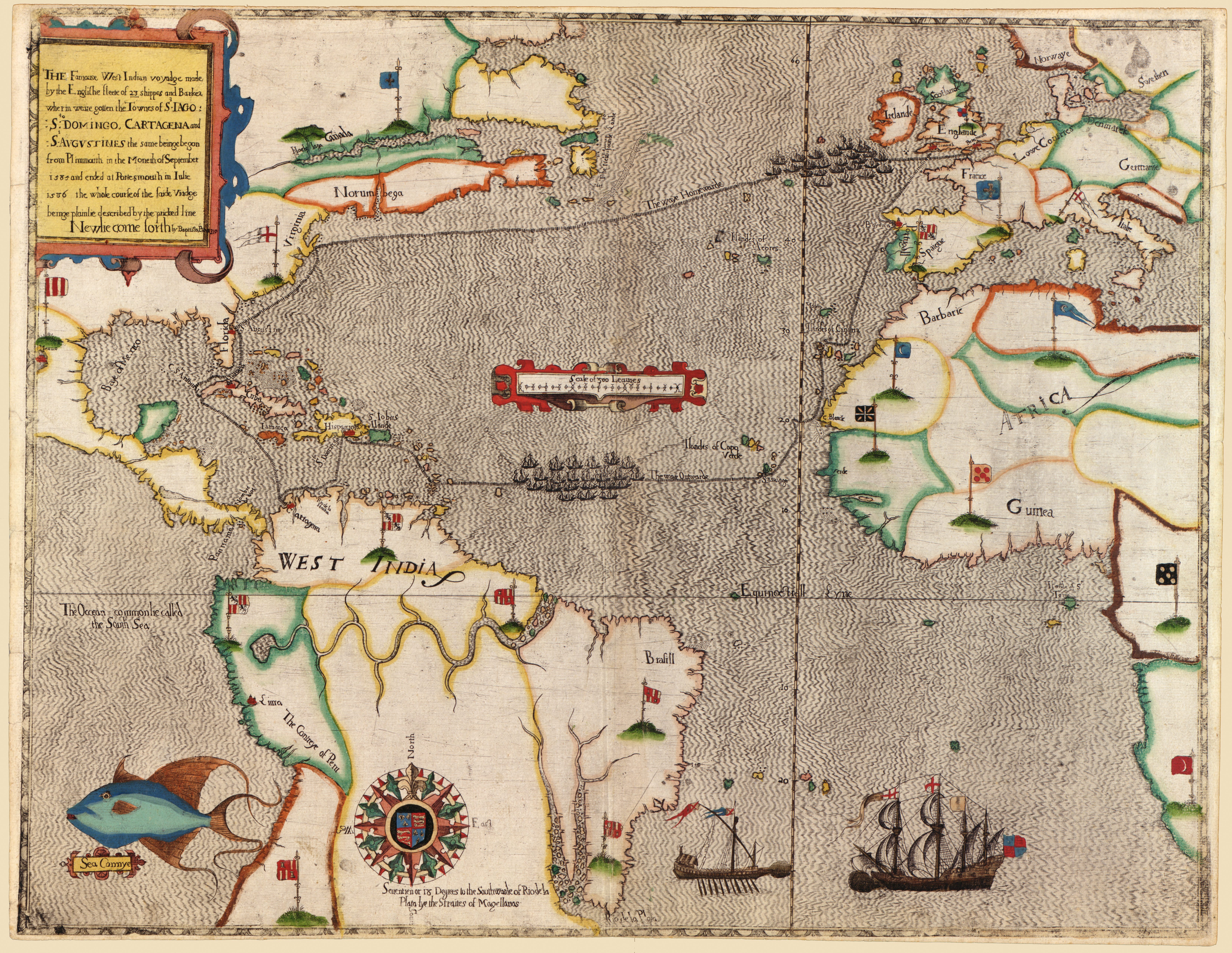
Drakes Route der Kaperfahrt durch die Karibik, handkolorierter Kupferstich von Giovanni Battista Boazio, 1589

Sir Francis Drake, der am 9. Februar seine zweite Frau Elisabeth Sydenham geehelicht hat, erhält am 1. Juli von Königin Elisabeth I. von England eine Kommission ausgestellt, die ihn zum Angriff auf spanische Häfen und Schiffe berechtigt. Insgesamt 25 Schiffe und acht Pinnassen unter seinem Kommando laufen am 14. September aus und segeln in die Karibik. Zuerst greift Drake Santo Domingo an, wo er ein Drittel der Stadt zerstört und alle Schiffe im Hafen in Brand steckt. Anschließend wendet er sich gegen Cartagena.
Spanien schließt mit Pedro Gomez Reynel den ersten Asiento de Negros über die Lieferung von 4250 schwarzen Sklaven in die amerikanischen Kolonien. Um die Sterblichkeitsrate auszugleichen, wird dem Vertragsnehmer dafür das Recht übertragen, Lizenzen für den Transport von 5500 bis 6500 afrikanischen Sklaven weiter zu verkaufen. Damit refinanziert er die jährlich an die königliche Kasse zu entrichtende Summe von 100.000 Dukaten.

#### Nordamerikanische Kolonien

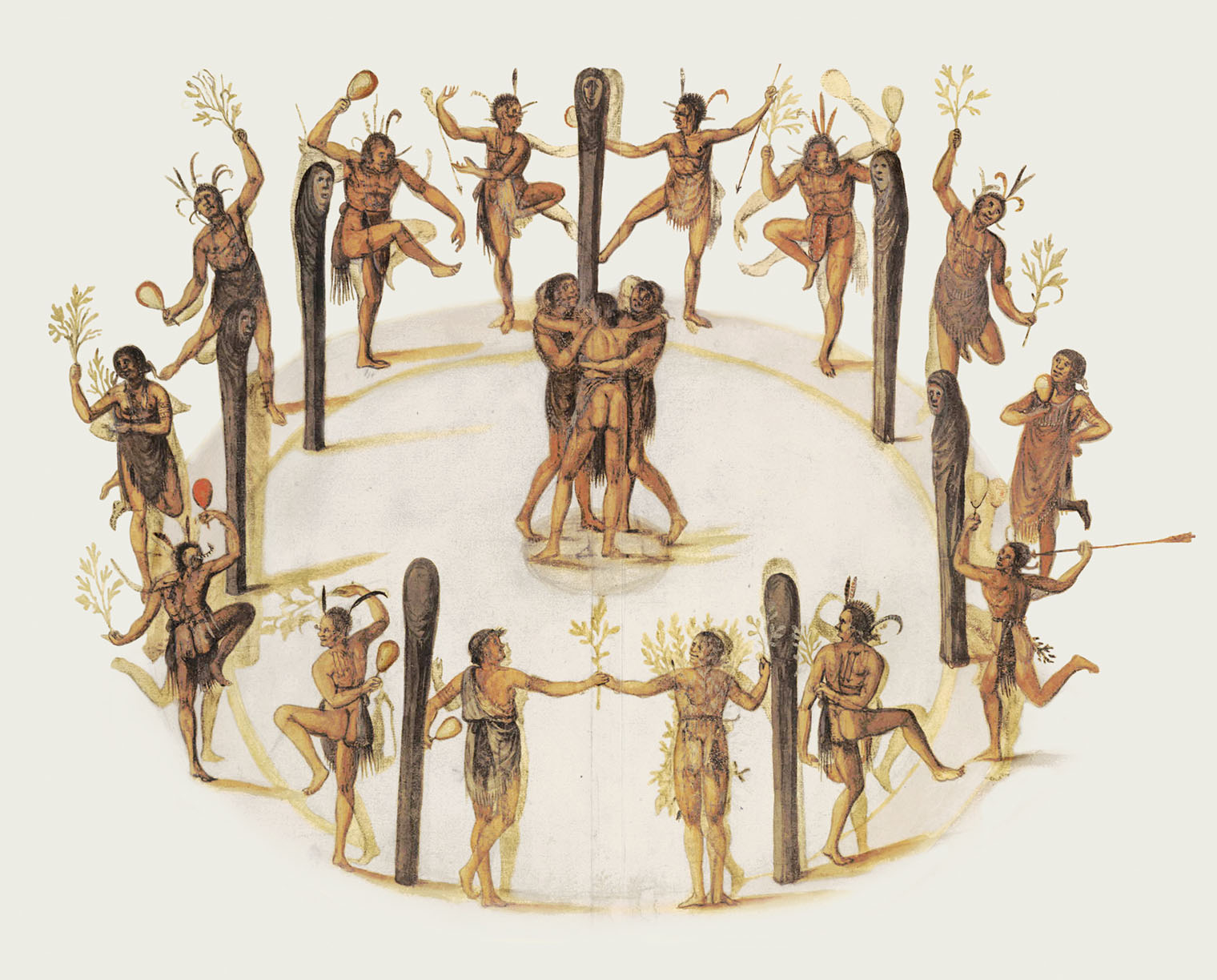
Von einem Siedler gemachte Zeichnung von Indianern auf Roanoke

Richard Grenville bricht am 9. April mit 600 Personen von Plymouth aus in die neue Welt auf. Gemeinsam mit 107 anderen Personen gründet er die erste englische Siedlung an der Ostküste Nordamerikas. Die im Vorjahr von Sir Walter Raleigh geplante Besiedelung von Roanoke Island entwickelt sich zum Desaster. Die Siedler kommen zu spät für eine günstige Ernte und geraten überdies in Streit mit den einheimischen Indianerstämmen.

### Wirtschaft
- 9. September: Die Frankfurter Börse wird gegründet. 84 Kaufleute finden sich anfangs zur Kursfestsetzung ein.
- 26. Dezember: Die Eisenhütte Geislautern wird gegründet.
- Die Herren von Schlitz gründen in Sandlofs die Auerhahn-Brauerei. In einem Nebengebäude produziert außerdem die Schlitzer Destillerie.

### Wissenschaft und Technik
- 15. Juli: In der Provinz Friesland wird die Universität Franeker gegründet.
- Giordano Bruno veröffentlicht die Eroici furori (Zwiegespräche vom Helden und Schwärmer).
- John Davis läuft zu einer mehrjährigen Entdeckungsreise auf der Suche nach der Nordwestpassage aus. Dabei wird er unter anderem zum Neuentdecker Grönlands. Er durchfährt die Davisstraße und entdeckt die spätere Baffin Bay.
- Erzherzog Karl II. von Innerösterreich gründet die Universität Graz.

### Kultur

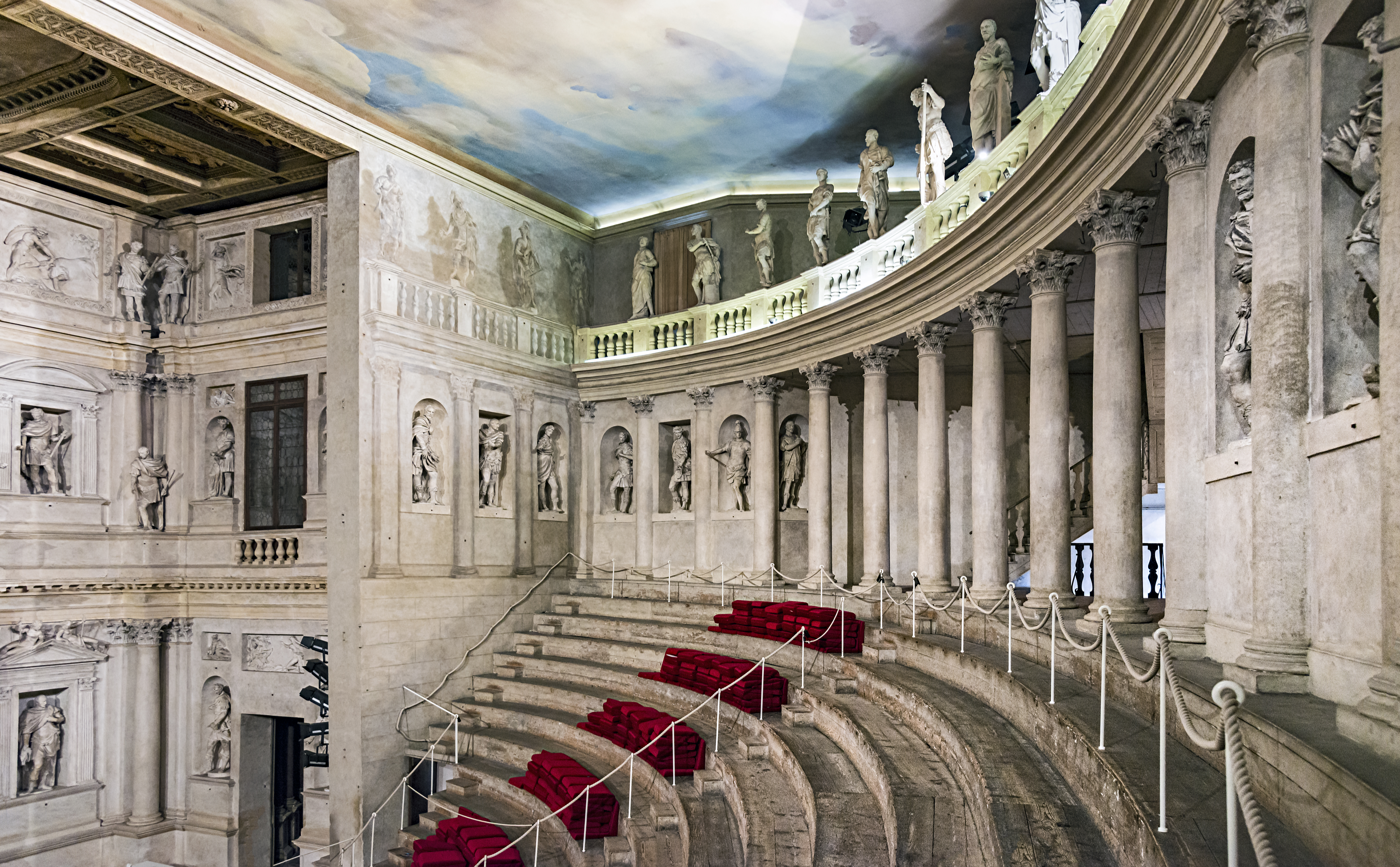
Das Teatro Olimpico

- 3. März: Das Teatro Olimpico in Vicenza, nach Plänen von Andrea Palladio als erstes freistehendes Theatergebäude seit der Antike in Europa gebaut, wird mit der Tragödie König Ödipus von Sophokles eröffnet.

### Religion
- 10. April: Papst Gregor XIII. stirbt nach knapp 13-jährigem Pontifikat in Rom.
- 24. April: Kardinal Felice Peretti di Montalto wird nach dreitägigem Konklave per Akklamation zum Papst gewählt und nimmt den Namen Sixtus V. an. Eine seiner ersten Amtshandlungen ist die Ernennung seines Großneffen Alessandro Damasceni-Peretti di Montalto zum Kardinal. Dieser übernimmt die Funktion als Kardinalnepot. Sixtus macht sich außerdem daran, die finanzielle Situation des Kirchenstaates, die sich unter seinem Vorgänger Gregor XIII. rapide verschlechtert hat, durch radikale Sparmaßnahmen zu sanieren.
- Dietrich IV. von Fürstenberg wird Fürstbischof von Paderborn.

## Historische Karten und Ansichten

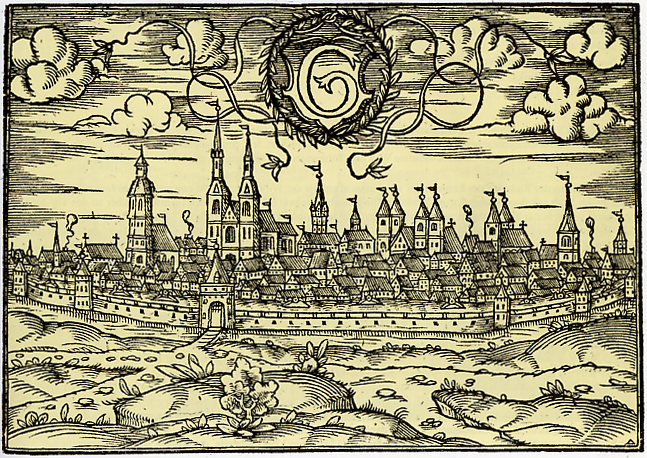
Göttingen
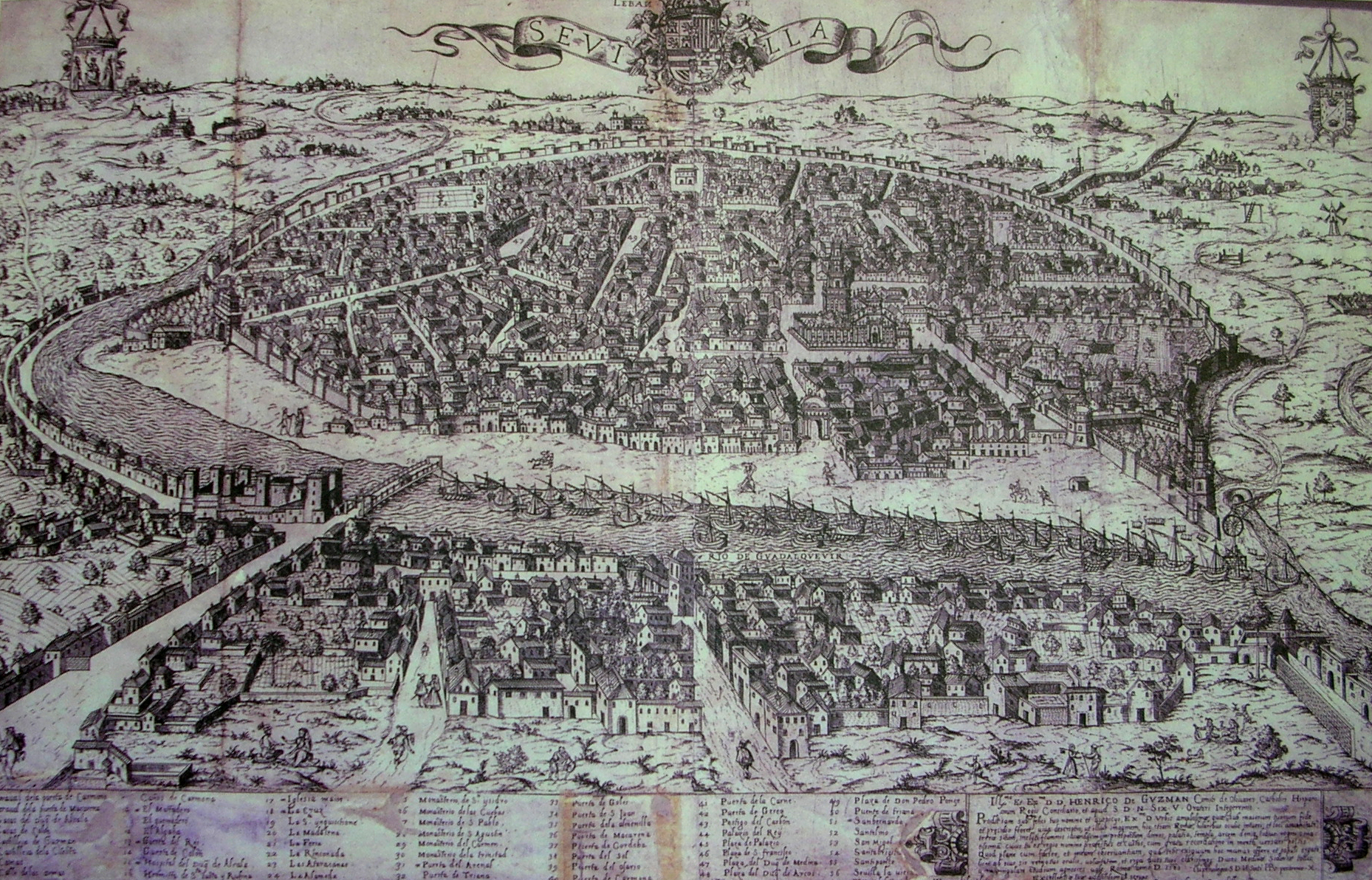
Sevilla

## Geboren

### Erstes Halbjahr
- 08. Januar: Henriette Catherine de Joyeuse, französische Adlige († 1656)
- 23. Januar: Maria Ward, Begründerin der englischen Fräulein und Wegbereiterin der Mädchenbildung († 1645)
- 24. Januar: Anna Maria zu Solms-Sonnenwalde, Gräfin von Hohenlohe-Langenburg († 1634)
- 28. Januar: Domenico II. Contarini, 104. Doge von Venedig († 1675)
- 31. Januar: Johann Dietrich von Löwenstein-Wertheim-Rochefort, Graf von Löwenstein († 1644)
- 25. Februar: Johannes Ardüser, Schweizer Mathematiker und Festungsingenieur († 1665)
- 05. März: Johann Georg I., Kurfürst von Sachsen († 1656)
- 05. März: Friedrich I., Begründer des Adelsgeschlechts Hessen-Homburg († 1638)
- 06. März: Francesco Corner, Doge von Venedig († 1656)
- 16. März: Gerbrand Bredero, niederländischer Schriftsteller († 1618)
- 22. März: Christoph Radziwiłł, Feld- bzw. Großhetman von Litauen und Reichsfürst des Heiligen Römischen Reiches († 1640)
- 07. April: Niklaus Geisler, Schweizer Bildhauer und Architekt († 1665)
- 15. April: Adam Graf von Herberstorff, bayerischer Statthalter von Oberösterreich († 1629)
- 05. Mai: Vincenzo Carafa, Ordensgeneral der Jesuiten († 1649)
- 11. Juni: Evert Horn, schwedischer Feldmarschall († 1615)
- 28. Juni: Baltasar Elisio de Medinilla, spanischer Schriftsteller und religiöser Lyriker († 1620)
- 28. Juni: Sisto Rosa, italienischer Maler († 1647)

### Zweites Halbjahr
- 07. Juli:  Thomas Howard, 21. Earl of Arundel, englischer Adeliger († 1646)
- 11. Juli: Nikolaus Hunnius, deutscher lutherischer Theologe († 1643)
- 01. August: Wilhelm von Proeck, Mitglied der Fruchtbringenden Gesellschaft († 1654)
- 14. August: Gottfried Reuter, deutscher Rechtswissenschaftler († 1634)
- 25. August: Giovanni Biliverti, italienischer Maler († 1644)
- 28. August: Johann Jakob Wolff von Todenwarth, Rat der Landgrafschaft Hessen-Darmstadt und kaiserlicher Rat († 1657)

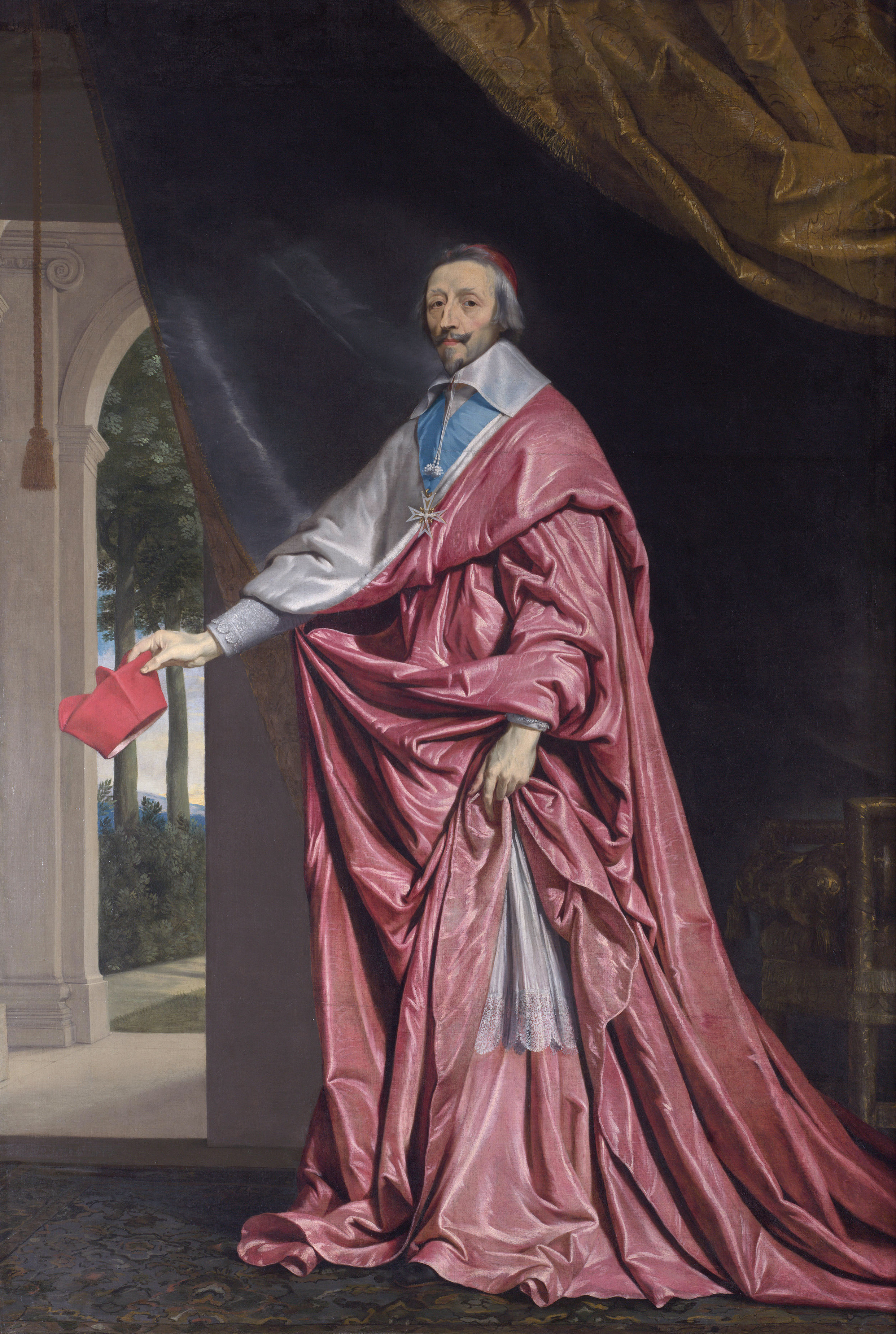
Armand Jean du Plessis Richelieu (um 1637)

- 09. September: Armand Jean du Plessis Richelieu, französischer Kardinal und Staatsmann († 1642)
- 14. September: Alexandre I. de Bournonville, französisch-niederländischer Militär und Diplomat in habsburgischen Diensten († 1656)
- 04. Oktober: Anna von Österreich-Tirol, Kaiserin des Heiligen Römischen Reichs († 1618)
- 11. Oktober: Johann Heermann, deutscher Kirchenlieddichter († 1647)
- 18. Oktober: Heinrich Schütz, deutscher Musiker, Komponist und Organist des Barock († 1672)
- 28. Oktober: Cornelius Jansen, niederländischer Theologe († 1638)
- 01. November: Adriaan Pauw, niederländischer Gesandter beim Westfälischen Friedenskongress († 1653)
- 02. November: Rudolf von Colloredo, kaiserlicher Feldmarschall und Großprior des Malteserordens († 1657)
- 16. November: Reinhold Franckenberger, deutscher Historiker († 1664)
- 24. November: Georg Abel Ficker, kursächsischer Hof- und Justizrat, frühkapitalistischer Unternehmer und Rittergutbesitzer († 1652)
- 26. November: Hermann op den Graeff, führende Persönlichkeit der Krefelder Mennoniten († 1642)
- 04. Dezember: John Cotton, englischer anglikanischer Theologe und puritanischer Geistlicher in Boston († 1652)
- 05. Dezember: Heinrich Julius von Wietersheim, Stiftshofmeister in Quedlinburg († 1645)
- 10. Dezember: Gregor Francke, deutscher evangelischer Theologe († 1651)
- 25. Dezember: Christian, Graf von Waldeck († 1637)
- 31. Dezember: Gonzalo Fernández de Córdoba, spanischer Feldherr († 1635)

### Genaues Geburtsdatum unbekannt
- Edmund Arrowsmith, englischer Jesuitenpriester († 1628)
- David Gregor Corner, deutscher Abt, Kirchenlieddichter und Theologe († 1648)
- Johann Jakob Irminger, Schweizer evangelischer Geistlicher († 1649)
- Pho Thisarath II., König des laotischen Königreichs Lan Chang († 1627)
- Voravongse II., König des laotischen Königreichs Lan Chang († 1622)

## Gestorben

### Erstes Halbjahr
- 16. Januar: Edward Clinton, 1. Earl of Lincoln, englischer Adeliger und Admiral (* 1512)
- 13. Februar: Alfonso Salmerón, spanischer Jesuit, Prediger und Theologe (* 1515)
- 28. Februar: Samuel Eisenmenger, deutscher Mediziner, Theologe und Astrologe (* 1534)
- 06. März: Wolfgang II. von Pappenheim, deutscher Militär (* 1535)
- 10. März: Rembert Dodoens, flämischer Botaniker und Physiker (* 1516)
- 11. März: Jean-François Salvard, französischer evangelischer Geistlicher
- 23. März: Jacob Palaeologus, griechisch-italienischer Theologe und Diplomat (* 1520)
- 29. März: Johann Brokes, Admiral und Bürgermeister der Hansestadt Lübeck (* 1513)
- 02. April: Andreas Poach, deutscher lutherischer Theologe und Reformator (* 1516)
- 03. April: Gabriel Kristiernsson Oxenstierna, schwedischer Militär und Staatsmann (* um 1500)

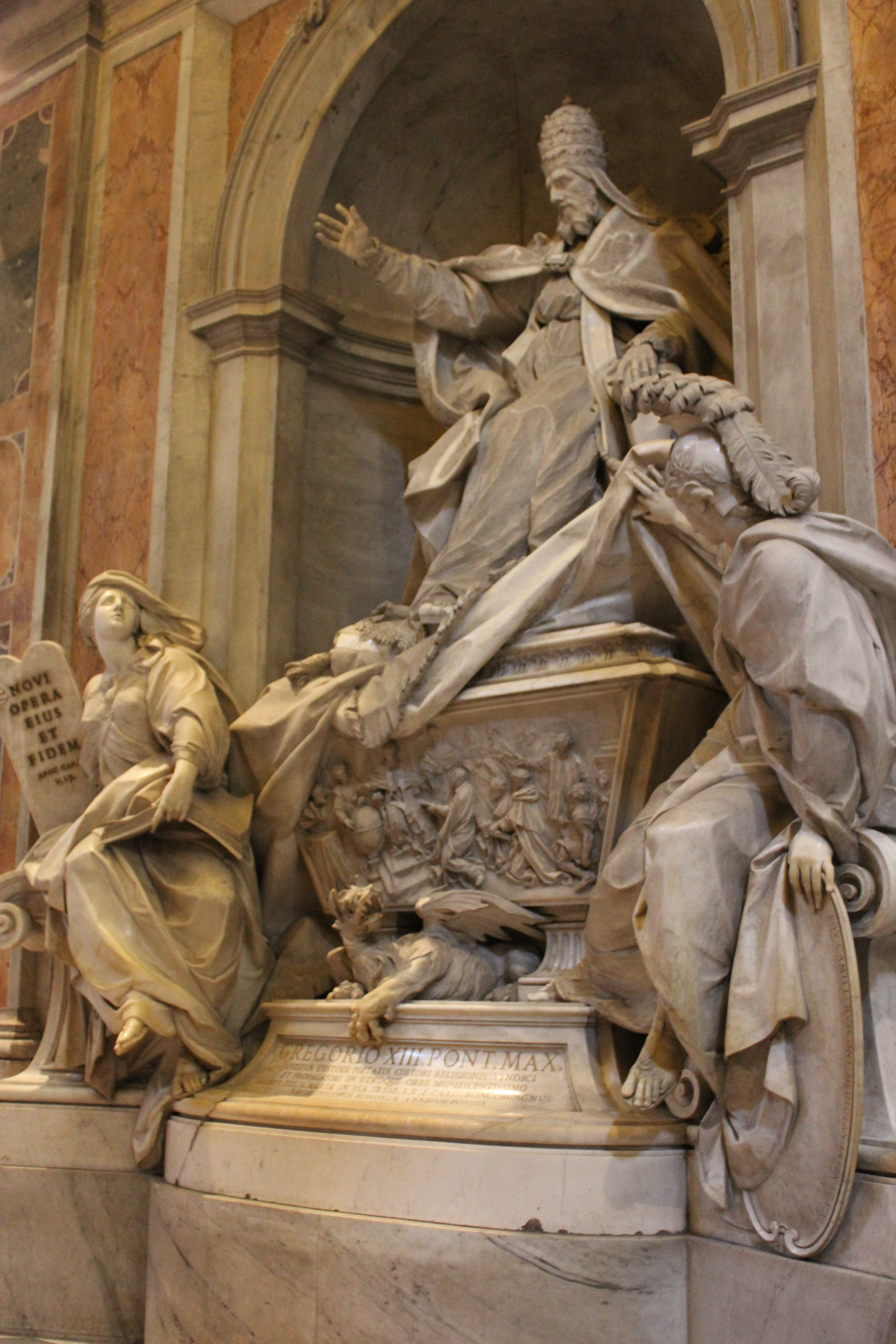
Grabmal Gregors XIII. im Petersdom

- 10. April: Ugo Boncompagni, unter dem Namen Gregor XIII. Papst (* 1502)
- Mitte April: Christoph Stathmion, Coburger Stadtarzt, Astrologe und Kalendermacher (* 1508/1509)
- 02. Mai: Friedrich Widebrand, deutscher evangelischer Theologe (* 1532)
- 08. Mai: Paulus Gmainer, Benediktiner und Abt der Abtei Niederaltaich (* 1528)
- 04. Juni: Marcus Antonius Muretus, französischer Humanist (* 1526)
- 15. oder 18. Juni: Jacques de Savoie-Nemours, Herzog von Nemours (* 1531)
- 19. Juni: Francisco de Holanda, portugiesischer Maler, Architekt, Antiquar, Historiker und Kunsttheoretiker (* 1517)
- 22. Juni: Simon Sulzer, Schweizer reformierter Theologe und Reformator (* 1508)
- 27. Juni: Bartholomäus Schönborn, deutscher Mathematiker, Astronom, Physiker, Philologe und Mediziner (* 1530)

### Zweites Halbjahr
- 10. Juli: Anna Witthovedes, Opfer der Hexenverfolgung in Soest
- 16. Juli: Bartholomäus Schobinger, Schweizer Kaufmann und Alchemist (* 1500)
- 27. Juli: Ichijō Kanesada, japanischer Adeliger (* 1543)
- 30. Juli: Nicolò da Ponte, 87. Doge von Venedig (* 1491)
- 06. August: Jermak Timofejewitsch, russischer Entdecker und Kosaken-Ataman (* zwischen 1537 und 1540)
- 30. August: Andrea Gabrieli, venezianischer Orgelspieler und Komponist (* 1532/33)
- 06. September: Luca Cambiaso, italienischer Maler (* 1527)
- 01. Oktober: Anna von Dänemark und Norwegen, Kurfürstin von Sachsen (* 1532)
- 07. Oktober: Siegfried Hettenus, evangelischer Abt des Klosters Schlüchtern
- 05. November: Pontus De la Gardie, schwedischer Heerführer und Gouverneur von Livland (* 1520)
- 13. November: Laurentius Lindemann, deutscher Rechtswissenschaftler und sächsischer Staatsmann (* 1520)
- 13. November: Paolo Giordano I. Orsini, Herzog von Bracciano (* 1541)
- 23. November: Thomas Tallis, englischer Komponist geistlicher, vorwiegend vokaler Musik zur Zeit der englischen Reformation (* 1505)
- 27. November: Ambrosius Lobwasser, deutscher Schriftsteller (* 1515)
- 28. November: Johannes Lencker, Nürnberger Goldschmied und Graphiker (* 1523)
- 19. Dezember: Wenzel Jamnitzer, Nürnberger Goldschmied, Kupferstecher und Stempelschneider (* 1507/08)
- 22. Dezember: Vittoria Accoramboni, italienische Adlige (* 1557)
- 27. Dezember: Pierre de Ronsard, französischer Autor (* 1524)